# Dyops paurargyria
Dyops paurargyria là một loài bướm đêm trong họ Noctuidae.